# فلوريان ديك
فلوريان ديك (بالألمانية: Florian Dick)‏ (9 نوفمبر 1984 ببروخزال في ألمانيا - ) هو لاعب كرة قدم ألماني في مركز الظهير. شارك مع منتخب ألمانيا تحت 20 سنة لكرة القدم. أما مع النوادي، فقد لعب مع أرمينيا بيليفيلد ونادي كارلسروه ونادي كايزرسلاوترن ونادي كارلسروه 2 ‏.

## وصلات خارجية
- فلوريان ديك على موقع قاعدة بيانات كرة القدم.إي يو (الإنجليزية)
- فلوريان ديك على موقع بيانات كرة القدم. دي إي (الألمانية)
- فلوريان ديك على موقع Soccerway.com (الإنجليزية)
- فلوريان ديك على موقع عالم كرة القدم.نت (الإنجليزية)